# Emmy Snook
Emmelia „Emmy“ Anne Snook, nach Heirat Ayliffe (* 4. Oktober 1973 in Perth), ist eine ehemalige australische Ruderin.

## Sportliche Karriere
Die jüngere Schwester des Ruderers Ronald Snook belegte 1990 mit dem Achter den vierten Platz bei den Junioren-Weltmeisterschaften. Im Jahr darauf ruderte sie bei den Weltmeisterschaften 1991 in Wien in zwei Bootsklassen. Im Vierer ohne Steuerfrau erreichte sie den achten Platz, mit dem Achter belegte sie den zwölften Rang.
Bei den Olympischen Spielen 1992 in Barcelona traten Jodie Dobson, Emmy Snook, Megan Still und Kate Slatter im Vierer ohne Steuerfrau an. Nach einem dritten Platz im Vorlauf und einem zweiten Platz im Hoffnungslauf belegten die Australierinnen den sechsten Platz im Finale.
In der Saison 1993 trat Emmy Snook im Einer an. Nach zwei siebten Platzen im Ruder-Weltcup belegte sie den zehnten Platz bei den Weltmeisterschaften. Zwei Jahre später erreichte Snook bei den Weltmeisterschaften 1995 in Tampere zusammen mit Bronwyn Roye das A-Finale im Doppelzweier und belegte den sechsten Platz.